# Gońba (Kraj Ałtajski)
Gońba (ros. Гоньба) – wieś (sieło) w Rosji, w Kraju Ałtajskim, w okręgu miejskim Barnaułu. W 2021 liczyła 2640 mieszkańców.

## Urodzeni
- Pawieł Płotnikow - radziecki lotnik wojskowy.